# Heinkel P.1066
O Heinkel P.1066 foi um projecto da Heinkel para desenvolver um avião multiúso bimotor. Nunca passou da fase de desenvolvimento.